# Gembyungan
Gembyungan is een bestuurslaag in het regentschap Blora van de provincie Midden-Java, Indonesië. Gembyungan telt 1886 inwoners (volkstelling 2010).